# دولاتپور
دولاتپور (به لاتین: Daulatpur) یک منطقهٔ مسکونی در بنگلادش است که در ناحیه منیک‌گنج واقع شده‌است. دولاتپور ۲۱۶٫۲۴ کیلومتر مربع مساحت و ۱۵۵٬۶۷۴ نفر جمعیت دارد.